# Храбрый портняжка (мультфильм)
«Храбрый портняжка» — советский рисованный мультфильм 1964 года, поставленный режиссёрами Валентиной и Зинаидой Брумберг по одноимённой сказке братьев Гримм.

## Сюжет
Жил-был 20-летний портной, шутник и весельчак. С утра до ночи он кроил и шил одежду. Но как ни весел был портняжка во время работы, она опостылела ему. Однажды он отвлёкся во время глажки заказа, чтобы отогнать мух со своей еды — убил их семерых одним ударом, но прожёг утюгом шёлковый камзол барона фон Купферштока. Испугавшись, что последний в наказание может лишить его головы, портной решил отправиться куда глаза глядят. Сначала он сшил себе пояс и вышил на нём: «Силачом слыву недаром — семерых одним ударом», не смущаясь, что он всего лишь «победитель мух», а потом взял с собой творожный сыр и щегла, который сидел в его клетке.
В тот же день один великан спустился с гор и стал безобразничать в окрестностях и в городке, распугав всех жителей. Смекалистый портной, не испугавшись своего соперника, вызвал его на соревнования, но великан отнёсся к нему с пренебрежением. Тогда портняжка показал ему надпись о семерых убитых на своём поясе. После этого они стали меряться силой. Сначала великан сжал в руках камень и выжал из него воду. В ответ портняжка сжал в руке сыр, из которого потёк сок.
Потом великан подбросил высоко огромный камень. Главный герой достал из кармана щегла и подбросил его вверх. Птица улетела и не вернулась. Опозоренный великан пригласил храбреца к себе в пещеру, где он жил со своим двоюродным братом, задумав погубить портного. После ужина, улёгшись спать, портняжка услышал смертельный заговор напуганных великанов и положил вместо себя под одеяло ложку. Решив, что главный герой уснул, великаны стряхнули кровать с ложкой в пропасть. Увидев, что перехитривший их портной остался жив, они отправились обратно в пещеру.
Один мнительный и трусливый король, узнав, что в его королевстве объявился храбрый и непобедимый силач, решил, что это может угрожать его спокойствию и власти. С помощью коварного министра он задумал устранить молодца, а для этого попросил портного поймать в лесной чаще двух неуловимых злых разбойников и укротить могучего единорога.
Выполнив все поручения, целый и невредимый портняжка вернулся во дворец верхом на укрощённом единороге, чем устроил большую панику и переполох среди подлого короля, его знати и слуг. В конце мультфильма главный герой едет на единороге дальше помогать попавшим в беду и навстречу своим новым приключениям.

## Съёмочная группа
- Автор сценария: Михаил Вольпин
- Режиссёры: Валентина и Зинаида Брумберг
- Художники-постановщики: Лана Азарх, Валентин Лалаянц
- Композитор: Александр Варламов
- Оператор: Михаил Друян
- Звукооператор: Николай Прилуцкий
- Монтажёр: Нина Майорова
- Художники-мультипликаторы:
  - Игорь Подгорский
  - Фаина Епифанова
  - Олег Сафронов
  - Марина Восканьянц
  - Елена Вершинина
  - Виталий Бобров
  - Татьяна Померанцева
  - Анатолий Солин
  - Ирина Троянова
  - Татьяна Фёдорова
- Роли озвучивали:
  - Владимир Шишкин — портняжка (речь)
  - Олег Анофриев — портняжка (вокал)
  - Юрий Савельев — великан
  - Эраст Гарин — король
  - Георгий Вицин — министр / гофмейстер / один из рыцарей / один из генералов / трубач
  - Сергей Цейц — художник
  - Марк Туманов — 2-й великан
  - Алексей Консовский — текст от автора
  - Мария Виноградова — некоторые из детей и горожан (в титрах не указана)
  - Нина Гуляева — некоторые из детей и горожан (в титрах не указана)
  - Тамара Дмитриева — некоторые из детей и горожан (в титрах не указана)
  - Владимир Ратомский — первый крестьянин (в титрах не указан)
  - Георгий Милляр — один из городских стражников / некоторые из рыцарей / некоторые из генералов (в титрах не указан)
  - Юрий Хржановский — некоторые из горожан / второй крестьянин / разбойники / единорог / палач / звуковое оформление (в титрах не указан)

## Отзывы
Сергей Капков назвал героя мультфильма в ряду наиболее запоминающихся персонажей детских мультфильмов сестёр Брумберг.